# Ференц Пульський
Ференц Аурел Пульський де Чельфальва ет Любоч (угор. Ferenc Aurél Pulszky de Cselfalva et Lubócz 17 вересня 1814, Пряшів, Словаччина — 9 вересня 1897, Будапешт) — угорський політик, письменник і археолог.

## Життєпис
Вивчав філософію і право в навчальних закладах рідного міста і в Мішкольці. Згодом подорожував за кордон. Особливу увагу Пульського привернула Англія, а за опублікований щоденник подорожей цією країною (Aus dem Tagebuch eines in Grossbritannien reisenden Ungarns, Pesth, 1837) він був обраний членом Угорської академії наук.
У 1840 був обраний до австрійського парламенту, а в 1848 призначений на посаду в міністерство фінансів Угорщини і в тому ж році переведений на аналогічну посаду до Відня при заступництві князів Естергазі.
Звинувачений у зв'язках з революціонерами, Пульський втік до Будапешта, де завдяки покровителям зміг уникнути арешту. Брав участь в Угорській революції, потім разом з Лайошем Кошутом виїхав до Англії і з ним здійснив подорож по США. У співавторстві зі своєю дружиною написав оповідання про свою подорож під назвою «Біле, червоне, чорне» (White, Red, Black, 3 vols., London, 1853).
Заочно засуджений до смерті (1852) військовим трибуналом. У 1860 переїхав до Італії, брав участь у невдалому поході Джузеппе Гарібальді на Рим (1862), відбував ув'язнення в Неаполі. Помилуваний імператором Австрії в 1866, повернувся в Угорщину і знову зайнявся політикою. У 1867—1876 і 1884 був членом Угорського парламенту, вступив в партію Деака.
Окрім політичної діяльності, він очолював літературну секцію Угорської академії, був директором Угорського національного музею в Будапешті, де займався археологічними дослідженнями. Ввів в археологію термін «мідний вік» (1876).
Також був письменником: автор творів «Якобінці в Угорщині» (Die Jacobiner in Ungarn, Leipzig, 1851), «Моє життя і мій час» (Életem s korom, Pest, 1880). Багато його трактатів про проблеми Угорщини опублікувала Пештська академія.